# Leucochrysa (Leucochrysa) bedoci
Leucochrysa (Leucochrysa) bedoci is een insect uit de familie van de gaasvliegen (Chrysopidae), die tot de orde netvleugeligen (Neuroptera) behoort. 
Leucochrysa (Leucochrysa) bedoci is voor het eerst wetenschappelijk beschreven door Navás in 1924.